# Bojana Jovanovski
Bojana Jovanovski (født 31. december 1991 i Beograd) er en kvindelig tennisspiller fra Serbien. Bojana Jovanovski startede sin karriere i 2008. 
Bojana Jovanovski var den 8. juli 2013 rangeret som nummer 37 på WTAs verdensrangliste i single, hvilket var det højeste hidtil. 